# Mentha spicata
Menta comună sau verde (Mentha spicata sive viridis) este o plantă perenă indigenă. 

## Descriere
Rădăcina are formă de rizomi târâtori și tulpini erecte, ramificate spre vârf. Lăstarii cresc orizontali, etalați. Frunzele sunt aproape sesile (fără codițe), ascuțit - lanceolate, puțin rotunjite la bază și larg dințate la margini. Ele sunt ușor întoarse și au nervuri foarte pronunțate. Florile roz sau liliachii sunt adunate într-un spic cilindric. Înflorește din iulie până în septembrie. Când face semințe, destul de rar, acestea sunt foarte fine, rotunjite, de culoare cafenie. Se înmulțește de obicei prin despărțirea tufelor, primăvara, preferând un sol reavăn. Plantația poate dura mai mulți ani dacă se iau toamna măsuri de protejare, tunzând tufele și acoperind părțile bazale cu pământ gras sau mraniță.
1. ↑  „Mentha L”. Germplasm Resources Information Network. United States Department of Agriculture. 10 septembrie 2004. Accesat în 30 ianuarie 2010.